# Eburia wappesi
Eburia wappesi es una especie de escarabajo longicornio del género Eburia, tribu Eburiini, familia Cerambycidae. Fue descrita científicamente por Noguera en 2002.
Se distribuye por Guatemala y Honduras.

## Descripción
La especie mide 18,5-31 milímetros de longitud. El período de vuelo ocurre en los meses de mayo y junio.